# 耳唇兰属
耳唇兰属（学名：Otochilus）是兰科下的一个属，为附生兰。该属共有4种，主要分布于泰国至喜马拉雅地区。